# تایسی مییاشیرو
تایسی مییاشیرو (ژاپنی: 宮代 大聖؛ زادهٔ ۲۶ مهٔ ۲۰۰۰) یک بازیکن فوتبال اهل ژاپن است.
از باشگاه‌هایی که در آن بازی کرده‌است می‌توان به باشگاه فوتبال کاوازاکی فرونتال، باشگاه فوتبال رینوفا یاماگوچی و باشگاه فوتبال توکوشیما ورتیس اشاره کرد.